# Astragalus ovigerus
Astragalus ovigerus är en ärtväxtart som beskrevs av Pierre Edmond Boissier. Astragalus ovigerus ingår i släktet vedlar, och familjen ärtväxter. Inga underarter finns listade i Catalogue of Life.